# Eoplectreurys
Eoplectreurys és un gènere extint d'aranyes araneomorfes de la família dels plectrèurids (Plectreuridae). Fou descrit per primera vegada l'any 2010 per Selden i Huang. Hi ha una única espècie coneguda, Eoplectreurys gertschi.
Els fòssils d'Eoplectreurys es van trobar en una formació de Daohugou, en la Mongòlia interior, Xina. Es calcula que té 164 milions d'anys, del Juràssic mitjà.

## Descripció
L'holotip està dipositat en l'Institut de Geologia i Paleontologia de Nanjing i fou descrit a partir de set exemplars adults. Eoplectreurys va ser estudiat i descrit per Paul Selden i Diying Huang, que van publicar la descripció de l'espècie tipus en la revista Naturwissenschaften l'any 2010. És considerada l'aranya descrita més antiga dins de les haplogines, anterior a les aranyes haplogines descrites d'ambres del Cretaci de Jordània i el Líban.
Eoplectreurys era una aranya petita, amb una longitud del cos mitjana, d'uns 3 mm. El número dels ulls no és distingeix en els fòssils. Però pel que fa a l'estructura és més similar a Plectreurys tristis.